# Wulfert Floor
Wulfert Floor (Driebergen, 7 april 1818 - Sterkenburg, 13 mei 1876) was een Nederlandse landbouwer en daarnaast oefenaar in bevindelijk gereformeerde kringen. Als oefenaar mocht hij preken, maar niet de sacramenten bedienen. Floor is bekend geworden door de vele (vooral na zijn dood) uitgegeven oefeningen (preken) van zijn hand, die ook heden ten dage nog worden gelezen door vooral bevindelijk gereformeerden.

## Levensloop
Wulfert Floor wordt op 7 april 1818 geboren in Driebergen. Tot zijn vijftiende jaar volgt de jonge Wulfert onderwijs, daarna werkt hij op het boerenbedrijf van zijn vader. Zijn vrije tijd besteedt hij aan bijbelonderzoek en het bezoeken van gezelschappen. Wulfert, dooplid van de hervormde gemeente in Driebergen, besluit zich samen met vele andere conventikelbezoekers aan te sluiten bij de christelijke afgescheiden gemeente in Utrecht.
Op 21 augustus 1838 verschijnt hij, tegelijk met Hendrika Pothoven uit Neerlangbroek, voor de kerkeraad van deze Utrechtse gemeente. De voorzitter van de kerkeraad, ds. H.P. Scholte, is niet aanwezig. De vraag of de belijdenis ook een hartenzaak mag zijn beantwoordt Floor, volgens de notulen, minder overtuigend dan Hendrika.
Waarschijnlijk heeft Floor de zondag daarop belijdenis afgelegd in het midden van de gemeente. In 1844 gaat Floor op 26-jarige leeftijd oefenen op de boerderij Vossenstein van Jan Scherpenzeel. In een oefening van Floor, gedateerd 9 maart 1856, staat de aantekening: 9 maart heb ik voor het laatst geoefend bij Jan Scherpenzeel, nadat ik er omstreeks 11 jaren en 6 maanden geoefend heb. De reden is, dat Wulfert in 1855 in het huwelijk treedt met Jacoba Doornenbal. Hij gaat wonen in een nieuwe boerderij. Floor oefent daarna op de deel van zijn eigen boerderij.
Ondanks aandringen van ds. G. F. Gezelle Meerburg, predikant van de afgescheiden kerk van Almkerk en Emmikhoven, weigert Floor predikant te worden. Hij zegt geen roeping te hebben. Floor blijft gewoon boer. Wel oefent hij gemiddeld tweemaal per week. Geld neemt hij nooit aan voor zijn spreekbeurten. Als er gecollecteerd wordt, komt de opbrengst steevast ten goede aan de armen. Zowel voor als tijdens zijn huwelijk is Wulfert Floor boer van beroep. Hij gaat, hoewel hij niet onbemiddeld is, gekleed in tamelijk ouderwetse dracht, met naar de gewoonte van die tijd ringen in zijn oren.
Het echtpaar Floor krijgt acht kinderen; één komt levenloos ter wereld, drie sterven voor hun tweede jaar aan tuberculose en één zoon wordt slechts twintig jaar. De twee oudste kinderen laat Wulfert dopen door de bevriende, afgescheiden predikant ds. H. J. Budding. De drie volgende kinderen laat Floor echter ongedoopt, ondanks het feit dat het reglement van de christelijke afgescheiden gemeente dit wel eist.
Floor overlijdt enkele jaren na het overlijden van zijn vrouw. Kort voor zijn sterven in mei 1876 schrijft hij dat hij de dood dichterbij voelt komen, maar dat hij zich troost met het feit dat de Heere mij heeft geleerd dat ik niet door mijn eigen doen en laten zalig zou kunnen worden. Ik heb vaak in de Heere Jezus vrede en troost gezocht én gevonden.
Van 1858 tot 1876 worden 8 bundels Eenvoudige Oefeningen uitgegeven door J.J.H. Kemmer te Utrecht. Dat heeft Floor dus nog meegemaakt. Na zijn dood worden nog veel meer bundels uitgegeven, met in totaal 252 oefeningen. De overige oefeningen van Floor zijn nog in bezit van de familie en het is de bedoeling dat ook deze worden uitgegeven. Volgens drs. J. Mulder zijn nog 238 oefeningen bekend die nog niet zijn gedrukt en uitgegeven. 
De geschriften van Floor vinden nog altijd aftrek. In sommige bevindelijk gereformeerde gemeenten worden ze zondags gelezen, wanneer geen predikant beschikbaar is.